# Detlef Kästner
Detlef Kästner (ur. 20 marca 1958 w Wurzen) – wschodnioniemiecki bokser, medalista olimpijski z 1980.
Zdobył brązowy medal w wadze półśredniej (do 67 kg)  na mistrzostwach Europy juniorów w 1976 w Izmirze.
Na mistrzostwach Europy w 1979 w Kolonii odpadł w eliminacjach wagi lekkośredniej (do 71 kg) po przegranej z Jerzym Rybickim. W tym samym roku zwyciężył w wadze lekkośredniej na Spartakiadzie Gwardyjskiej w Sofii.
Na letnich igrzyskach olimpijskich w 1980 w Moskwie zdobył brązowy medal w wadze lekkośredniej przegrywając półfinale z Aleksandrem Koszkinem z ZSRR. Startował w tej samej kategorii na mistrzostwach Europy w 1981 w Tampere, ale przegrał pierwszą walkę z Koszkinem. Wystąpił na mistrzostwach świata w 1982 w Monachium, lecz przegrał na nich drugą walkę z Armando Martínezem z Kuby. W 1984 zakończył karierę bokserską.
Był mistrzem NRD w wadze lekkośredniej w 1980.